# Trophée des Légendes
Le Trophée des Légendes est un tournoi mettant aux prises d'anciennes gloires du tennis, organisé depuis 1998 durant la deuxième semaine de Roland-Garros. Cette épreuve permet de retrouver sur les courts des joueurs de différentes générations qui ont fait les plus belles heures du tennis, dans une ambiance à la fois compétitive et décontractée.

## Historique
Le Trophée des Légendes est né de l'initiative de Mansour Bahrami en 1997, de la volonté de réunir d'anciens champions du circuit international lors de matchs où l'enjeu est secondaire par rapport au plaisir tant des joueurs que du public. L'épreuve se compose initialement de deux compétitions parallèles de matchs en double, l'une pour les moins de 50 ans et l'autre pour ceux de plus de 50 ans. Les paires Gene Mayer / Peter McNamara et John Newcombe / Tony Roche sont les vainqueurs de la première édition. Le format est légèrement remodelé en 2001 et les deux compétitions deviennent « 35 - 45 ans » et « plus de 45 ans ». À partir de 2022, il n'y a plus de distinction en fonction de l'âge.
En 2010, un tournoi féminin fonctionnant sur le même principe voit le jour. Il s'agit d'une compétition unique, sans distinction d'âge. La première édition est remportée par l'équipe composée de Jana Novotná et Martina Navrátilová, qui l'emportent sur Iva Majoli et Nathalie Tauziat, organisatrice du tournoi féminin.

## Formule de l'épreuve
Trois compétitions sont organisées en parallèle, une pour les champions âgés de 35 à 45 ans, une autre pour ceux de plus de 45 ans (la barrière entre les deux compétitions était à 50 ans jusqu'en 2000), et une troisième pour les dames, sans conditions d'âge.
Chaque épreuve réunit six équipes de double, réparties en deux poules de trois. Les vainqueurs de chaque poule s'affrontent ensuite en finale.
En 2023 il n'y a plus de compétition : les matchs sont uniquement d'exhibition, les partenaires changeant match après match.

## Règles
Toutes les rencontres sont jouées au meilleur des deux sets, avec tie-break dans chaque set. En cas d'égalité à une manche partout, on dispute un « match tie-break » : le troisième set est alors un jeu unique, remporté par le premier à dix points, avec deux points d’écart.
Pour raccourcir les matchs, on applique également la règle du « no ad » (pas d'avantage, c'est-à-dire qu'à 40A, le point suivant est décisif et l’équipe qui reçoit a le droit de choisir le côté de service).
Les joueurs ont également le droit de s'asseoir entre chaque jeu, contrairement à la règle professionnelle qui l'autorise tous les deux jeux.

## Palmarès

### Dames
| Année | Vainqueurs                              | Finalistes                              | Score              |
| ----- | --------------------------------------- | --------------------------------------- | ------------------ |
| 2010  | Martina Navrátilová / Jana Novotná      | Iva Majoli / Nathalie Tauziat           | 6-4, 6-2           |
| 2011  | Lindsay Davenport / Martina Hingis      | Martina Navrátilová / Jana Novotná      | 6-1, 6-2           |
| 2012  | Lindsay Davenport / Martina Hingis      | Martina Navrátilová / Jana Novotná      | 6-4, 6-4           |
| 2013  | Lindsay Davenport / Martina Hingis      | Elena Dementieva / Martina Navrátilová  | 6-4, 6-2           |
| 2014  | Kim Clijsters / Martina Navrátilová     | Nathalie Dechy / Sandrine Testud        | 5-7, 7-5, [10-7]   |
| 2015  | Kim Clijsters / Martina Navrátilová     | Lindsay Davenport / Mary Joe Fernández  | 2-6, 6-2, [11-9]   |
| 2016  | Lindsay Davenport / Martina Navrátilová | Conchita Martínez / Nathalie Tauziat    | 6-3, 6-2           |
| 2017  | Kim Clijsters / Tracy Austin Holt       | Lindsay Davenport / Martina Navrátilová | 6-3, 3-6, [10-5]   |
| 2018  | Amélie Mauresmo / Nathalie Dechy        | Kim Clijsters / Nathalie Tauziat        | 64-7, 6-4, [15-13] |
| 2019  | Amélie Mauresmo / Nathalie Dechy        | Dinara Safina / Martina Navrátilová     | 6-3, 6-4           |
| 2022  | Flavia Pennetta / Francesca Schiavone   | Gisela Dulko / Gabriela Sabatini        | 1-6, 7-64, [10-6]  |

### Messieurs

#### Années 1998-2000: - de 50 ans et + de 50 ans
| Année           | Vainqueurs                   | Finalistes      | Score           |
| moins de 50 ans | moins de 50 ans              | moins de 50 ans | moins de 50 ans |
| --------------- | ---------------------------- | --------------- | --------------- |
| 1998            | Gene Mayer / Peter McNamara  |                 |                 |
| 1999            | Henri Leconte / John McEnroe |                 |                 |
| 2000            | Guy Forget / Yannick Noah    |                 |                 |
| plus de 50 ans  |                              |                 |                 |
| 1998            | John Newcombe / Tony Roche   |                 |                 |
| 1999            | John Newcombe / Tony Roche   |                 |                 |
| 2000            | Manuel Santana / Stan Smith  |                 |                 |

#### Années 2001-2019: 35-45 ans et + de 45 ans
| Année          | Vainqueurs                            | Finalistes                            | Score               |
| 35-45 ans      | 35-45 ans                             | 35-45 ans                             | 35-45 ans           |
| -------------- | ------------------------------------- | ------------------------------------- | ------------------- |
| 2001           | Henri Leconte / John McEnroe          |                                       |                     |
| 2002           | Pat Cash / Mats Wilander              |                                       |                     |
| 2003           | Anders Järryd / Mikael Pernfors       |                                       |                     |
| 2004           | Anders Järryd / Mikael Pernfors       |                                       |                     |
| 2005           | Anders Järryd / Mikael Pernfors       |                                       |                     |
| 2006           | Thierry Champion / Guy Forget         | Anders Järryd / Mats Wilander         | 6-3, 6-4            |
| 2007           | Arnaud Boetsch / Guy Forget           | Henri Leconte / Cédric Pioline        | 6-3, 3-6, [16-14]   |
| 2008           | Goran Ivanišević / Michael Stich      | Richard Krajicek / Emilio Sánchez     | 6-1, 7-65           |
| 2009           | Paul Haarhuis / Cédric Pioline        | Pat Cash / Emilio Sánchez             | 6-3, 6-4            |
| 2010           | Ievgueni Kafelnikov / Andreï Medvedev | Goran Ivanišević / Michael Stich      | 6-1, 6-1            |
| 2011           | Fabrice Santoro / Todd Woodbridge     | Arnaud Boetsch / Cédric Pioline       | 6-2, 6-4            |
| 2012           | Albert Costa / Carlos Moyà            | Thomas Enqvist / Todd Woodbridge      | 6-2, 6-1            |
| 2013           | Cédric Pioline / Fabrice Santoro      | Albert Costa / Carlos Moyà            | 4-6, 6-4, [4-1] ab. |
| 2014           | Arnaud Clément / Nicolas Escudé       | Sébastien Grosjean / Fabrice Santoro  | Forfait             |
| 2015           | Juan Carlos Ferrero / Carlos Moyà     | Arnaud Clément / Nicolas Escudé       | 6-3, 6-3            |
| 2016           | Juan Carlos Ferrero / Carlos Moyá     | Sébastien Grosjean / Fabrice Santoro  | 6-4, 6-4            |
| 2017           | Sébastien Grosjean / Michael Llodra   | Paul Haarhuis / Andrei Medvedev       | 6-4, 3-6, [10-8]    |
| 2018           | Juan Carlos Ferrero / Àlex Corretja   | Ievgueni Kafelnikov / Marat Safin     | 6-3, 6-3            |
| 2019           | Sébastien Grosjean / Michaël Llodra   | Juan Carlos Ferrero / Andreï Medvedev | 7-64, 7-5           |
| plus de 45 ans |                                       |                                       |                     |
| 2001           | Ilie Năstase / Peter McNamara         |                                       |                     |
| 2002           | Mansour Bahrami / Gene Mayer          |                                       |                     |
| 2003           | Mansour Bahrami / Gene Mayer          |                                       |                     |
| 2004           | Víctor Pecci / Raúl Ramírez           |                                       |                     |
| 2005           | John McEnroe / Yannick Noah           | Mansour Bahrami / Gene Mayer          | 6-1, 6-4            |
| 2006           | Anders Järryd / John McEnroe          | John Fitzgerald / Andrés Gómez        | 6-2, 6-3            |
| 2007           | Anders Järryd / John McEnroe          | John Fitzgerald / Guillermo Vilas     | 6-1, 6-2            |
| 2008           | Anders Järryd / John McEnroe          | Mansour Bahrami / Henri Leconte       | 6-4, 7-62           |
| 2009           | Anders Järryd / John McEnroe          | Mansour Bahrami / Henri Leconte       | 7-62, 6-1           |
| 2010           | Andrés Gómez / John McEnroe           | Mansour Bahrami / Henri Leconte       | 6-1, 6-1            |
| 2011           | Henri Leconte / Guy Forget            | Andrés Gómez / John McEnroe           | 6-3, 5-7, [10-8]    |
| 2012           | John McEnroe / Patrick McEnroe        | Guy Forget / Henri Leconte            | 7-65, 6-3           |
| 2013           | Andrés Gómez / Mark Woodforde         | Mansour Bahrami / Pat Cash            | 6-1, 7-62           |
| 2014           | John McEnroe / Patrick McEnroe        | Andrés Gómez / Mark Woodforde         | 4-6, 7-5, [10-7]    |
| 2015           | Guy Forget / Henri Leconte            | Cédric Pioline / Mark Woodforde       | 4-6, 7-6, [10-3]    |
| 2016           | Sergi Bruguera / Goran Ivanišević     | Yannick Noah / Cédric Pioline         | 6-3, 7-62           |
| 2017           | Mansour Bahrami / Fabrice Santoro     | Pat Cash / Michael Chang              | 7-63, 6-3           |
| 2018           | Mansour Bahrami / Fabrice Santoro     | Cédric Pioline / John McEnroe         | 6-1, 2-6, [12-10]   |
| 2019           | Sergi Bruguera / Goran Ivanišević     | Mikael Pernfors / Mats Wilander       | 6-2, 4-6, [10-4]    |

#### Depuis 2022: tournoi unique
| Année | Vainqueurs                       | Finalistes                          | Score            |
| ----- | -------------------------------- | ----------------------------------- | ---------------- |
| 2022  | Arnaud Clément / Fabrice Santoro | Sébastien Grosjean / Cédric Pioline | 6-3, 4-6, [10-7] |

## Records
| Record                                  | Joueur(s)                          | Valeur    | Année(s)                          |
| Messieurs                               | Messieurs                          | Messieurs | Messieurs                         |
| --------------------------------------- | ---------------------------------- | --------- | --------------------------------- |
| Plus grand nombre de titres             | John McEnroe                       | 10 titres | 1999, 2001, 2005-2010, 2012, 2014 |
| Plus grand nombre de titres consécutifs | John McEnroe                       | 6 titres  | 2005-2010                         |
| Vainqueur le plus âgé                   | Manuel Santana                     | 62 ans    | 2000                              |
| Dames                                   |                                    |           |                                   |
| Plus grand nombre de titres             | Martina Navratilova                | 4 titres  | 2010, 2014-2016                   |
| Plus grand nombre de titres consécutifs | Lindsay Davenport / Martina Hingis | 3 titres  | 2011-2013                         |
| Vainqueure la plus âgée                 | Martina Navrátilová                | 58 ans    | 2015                              |